# Charles Delzell
Charles Floyd Delzell (* 6. März 1920 in Klamath Falls, Oregon; † 28. März 2011 in Santa Fe (New Mexico)) war ein US-amerikanischer Historiker. Er trat vor allem mit Arbeiten zur Geschichte Italiens im 19. und 20. Jahrhundert in Erscheinung. Sein 1961 erschienenes Buch Mussolini’s Enemies gilt als Standardwerk zur Geschichte des Antifaschismus und der Resistenza in Italien. Von 1952 bis über seine Emeritierung im Jahr 1989 hinaus lehrte Delzell an der Vanderbilt University.

## Leben
Charles Delzell wurde am 6. März 1920 als jüngstes von acht Geschwistern (vier Jungen und vier Mädchen) in Klamath Falls im Bundesstaat Oregan geboren. Sein Vater interessierte sich für Geschichte und Politik; 1930 kandidierte er erfolglos für den Kongress der Vereinigten Staaten gegen Willis C. Hawley. Charles Delzell schüttelte 1932 im Alter von 12 Jahren die Hand Franklin D. Roosevelts, als dieser in Portland auf Wahlkampf für die Präsidentschaftswahlen war.
1937 nahm Delzell ein Studium der Geschichte an der University of Oregon auf. Er wurde in die akademische Ehrengesellschaft Phi Beta Kappa aufgenommen und erhielt 1941 seinen Bachelorabschluss. Nach einem weiteren Jahr Studium in Oregon als Graduierter wechselte er zur Stanford University, an der er 1943 seinen Master of Arts in Geschichte und Politikwissenschaft absolvierte.
1943–45 diente Delzell als Agent der Criminal Investigation Divisions der United States Army in Nordafrika und Italien. Durch Besuche Mailands, Bolognas und Roms intensivierte sich sein Interesse für Italien und insbesondere für die antifaschistische Resistenza. 1946 kehrte Delzell im Auftrag der Hoover Institution and Library der Stanford University erneut nach Italien und in benachbarte Mittelmeerländer zurück, um Dokumente zur jüngsten politischen, sozialen und wirtschaftlichen Geschichte dieser Region zu sammeln. Während dieses Aufenthalts lernte Delzell zahlreiche Vertreter der Resistenza kennen, mit deren Hilfe es ihm gelang, eine beträchtliche Zahl an Büchern, Zeitungen, Zeitschriften und anderen Dokumenten zusammenzustellen. In Mailand wurde ihm gewährt, Mikrofilmaufnahmen von einigen der Dokumente aus den Archiven des Corpo Volontari della Libertà anzufertigen. Delzell reiste mit dem ehemaligen Präsidenten Herbert Hoover nach Rom.
1947 kehrte Delzell an die Stanford University zurück, um dort als Dozent in Modern European History zu lehren und ein Ph.D.-Studium bei Ralph Haswell Lutz und Charles D. O’Malley aufzunehmen. Als Thema für seine Dissertation wählte er eine einführende Studie über die Resistenza. Dank eines Stipendiums des Istituto Italiano per le Relazioni con l‘Estero verbrachte er das akademische Jahr 1948/49 am Istituto Italiano per gli Studi Storici in Neapel, wo ihn unter anderem Federico Chabod bei seiner Arbeit unterstützte. 1951 erhielt Delzell den Ph.D.
Delzell lehrte je ein Jahr an der University of Hawaii und der University of Oregon, bevor er 1952 der Fakultät der Vanderbilt University beitrat. Das Manuskript des 1961 veröffentlichten Buchs Mussolini’s Enemies, das aus Delzells Dissertationsschrift hervorging, erhielt 1960 den Borden Award der Hoover Institution and Library. Im Folgejahr erhielt Delzell für Mussolini’s Enemies den George Louis Beer Prize der American Historical Association für das beste Buch des Jahres 1961 über europäische internationale Geschichte seit 1895. 1964–65 erhielt Delzell ein Fulbright-Forschungsstipendium für einen Aufenthalt in Rom, 1973–74 ein National Endowment for the Humanities Research Fellowship. 1973 erhielt er ein Sommerstipendium für einen Aufenthalt an der American Academy in Rome, 1978 für einen Aufenthalt am Rockefeller Foundation's Study and Conference Center in Bellagio.
Delzell war an der Vanderbilt University von 1970 bis 1973 und von 1983 bis 1986 Vorsitzender des Fachbereichs Geschichte und für ein Jahr Vorsitzender des Senats der Fakultät. 1985 erhielt Delzell für seine Verdienste gegenüber der Vanderbilt University den Thomas Jefferson Award for Distinguished Service to Vanderbilt. 1989 ging Delzell in Pension. Danach lehrte er noch als emeritierter Professor im fledgling Retirement Learning at Vanderbilt program. 1990 erhielt Delzell den Dean's Alumni Achievement Award vom College of Arts and Sciences der University of Oregan als „perhaps the leading American scholar of twentieth-century Italian history“. 1992 erhielt er einen Verdienstorden der Italienischen Republik.
1998 zog Delzell mit seiner Frau Eugenia nach Santa Fe (New Mexico). Er war Vater von drei Kindern.

## Werk

### Mussolini’s Enemies
Delzells 1961 erstmals publiziertes Buch Mussolini’s Enemies: the Italian Anti-Fascist Resistance behandelt in zwei Teilen die italienische Opposition zum Faschismus während der Jahre 1922 bis 1945: Der erste Teil stellt unter dem Titel „The clandestine Resistance“ die Geschichte des Antifaschismus während des faschistischen Regimes dar, während der zweite Teil „The Armed Resistance“ die Geschichte der bewaffneten Resistenza nach dem Waffenstillstand von Cassibile zum Thema hat. Die Darstellung endet mit dem Fall der Regierung Ferruccio Parris. Wo immer möglich, versuchte Delzell sich bei seiner Analyse auf Primärliteratur zu stützen. Delzells Urteil über die Resistenza ist positiv: Er ist der Meinung, dass die Resistenza die Vorbedingung für eine stärkere Demokratie im zukünftigen Italien darstellte, zum guten internationalen Ruf Italiens beitrug und die Grundlage der republikanischen Verfassung von 1948 war.
Mussolini’s Enemies wurde in zahlreichen Fachzeitschriften positiv besprochen.  Laut den Rezensenten Robert B. Holtman und Norman Kogan, letzterer Verfasser einer Studie über das Verhältnis der Alliierten zu Italien, verdiente das Buch die oben genannten Auszeichnungen. Kent Roberts Greenfield pries Mussolini’s Enemies 1962 in The American Historical Review als „a first-rate book on an important subject which puts that subject on a new footing“. Auch Joseph Lapalombara bezeichnete das Buch im American Political Science Review als erstklassig. Ernst Nolte konstatierte Delzell in der Historischen Zeitschrift eine „bewundernswerte Literaturkenntnis“. Dante Germino sprach in The Journal of Politics von einem „important book about an important subject“. William C. Askew vertrat in The Journal of Modern History die Ansicht, das Buch werde wahrscheinlich für viele Jahre das Standardwerk zum Widerstand gegen den Faschismus in Italien bleiben. Ähnlich äußerten sich David G. Farrelly in The Western Political Quarterly und Robert Spencer im International Journal. Max Salvadori, selbst Verfasser einer Geschichte der Resistenza, charakterisierte Delzells Arbeit als „scholarly, well-documented, accurate narrative“ und „a valuable piece of historical reconstruction“. 2003 bezeichnete Stanislao G. Pugliese Delzells Studie rückblickend als „groundbreaking and monumental“ und bemerkte, es gebe bis dato keine vergleichbare übergreifende Synthese. Über den sprachlichen Stil gingen die Meinungen auseinander: Während Farrelly Mussolini’s Enemies einen „highly readable style“ zusprach und Askew von „beautiful prose“ sprach, meinte Lapalombara, der Stil sei „often less than felicitous“, und Holtman kritisierte Delzells Vorliebe für ungebräuchliche Worte.

### Weitere Forschungen
1952 veröffentlichte Delzell einen Artikel über die italienische Emigration (den sogenannten fuoriuscitismo) während der Jahre 1922 bis 1943 im Journal of Central European Affairs.
1956 publizierte er in The Journal of Modern History einen Aufsatz über die italienische Geschichtswissenschaft während der Dekade 1945 bis 1955.
1960 folgte in derselben Zeitschrift ein Aufsatz über „The European Federalist Movement in Italy“ während der Jahre 1918–1947.
1963 gab Delzell in The Journal of Modern History einen Bericht über die biographische Literatur zu Benito Mussolini.
1965 gab er den Sammelband The Unification of Italy, 1859–1861: Cavour, Mazzini, or Garibaldi? heraus. 1967 publizierte er im Journal of Contemporary History einen Aufsatz mit dem Titel „Pius XII, Italy and the outbreak of the war“.
1970 gab Delzell eine kommentierte Quellensammlung zum Faschismus in den Mittelmeerländern heraus: Das Buch beinhaltet vor allem öffentliche Dokumente wie Reden, Gesetze und Manifeste. Über zwei Drittel des Buchs nehmen italienische Dokumente ein, während dem Franco-Regime in Spanien 75 Seiten und dem Salazar-Regime in Portugal lediglich 20 Seiten gewidmet sind.
1974 gab Delzell das Studienbuch The papacy and totalitarianism between the two world wars heraus. Das in vier Teile gegliederte Buch enthält bereits andernorts veröffentlichte Texte von John P. McKnight über das Papsttum, von Guenter Lewy, Rolf Hochhuth und John S. Cornway zum Thema „The Papacy and the Jewish Question“ sowie Aufsätze Saul Friedländers über die Sympathiebekundungen Pius‘ XII. gegenüber König Leopold III. von Belgien und Königin Wilhelmina der Niederlande nach der Invasion ihrer Territorien im Mai 1940 und Harold C. Deutschs über die Kontakte des Vatikans zum deutschen Widerstand 1939/40. Im vierten Teil sind Auszüge aus Enzykliken und päpstlichen Ansprachen abgedruckt. Das Buch schließt mit „Suggestions for further Reading“. John Jay Hughes kritisierte im Journal of Church and State, Delzells Textauswahl und Kommentare begünstigten zu sehr die Kritiker von Papst Pius XII.
1975 veröffentlichte Delzell einen Rückblick über die vergangenen 30 Jahre Resistenza-Historiographie in The Journal of Modern History.
Anlässlich des hundertjährigen Bestehens der Vanderbilt University 1973 organisierte Delzell ein Symposium mit elf Vorträgen und gab 1977 den daraus hervorgegangenen Sammelband The Future of History: Essays in the Vanderbilt University Centennial Symposium heraus.
1980 analysierte Delzell in einem Sammelbandbeitrag das Verhältnis des amerikanischen Geheimdienstes Office of Strategic Services zur Resistenza.
1986 veröffentlichte er gemeinsam mit Bradley F. Smith einen französischsprachigen Aufsatz über die Hilfe der Amerikaner gegenüber den europäischen Widerstandsbewegungen.
1988 reflektierte Delzell unter dem Titel Remembering Mussolini in einem Aufsatz in The Wilson Quarterly über das Erbe von Mussolini und seiner Diktatur.
1999 beteiligte sich Delzell mit einem Überblick über Mussolini-Biograph Renzo De Felice an einer diesem Historiker gewidmeten Sonderausgabe von Italian Quarterly.

## Schriften

### Als Autor
- Mussolini’s Enemies: the Italian Anti-Fascist Resistance. Princeton University Press, Princeton 1961.
  - I nemici di Mussolini. Übersetzt von Franca Talucchi, Einaudi, Turin 1966.

### Als Herausgeber
- The Unification of Italy, 1859–1861: Cavour, Mazzini, or Garibaldi? Holt, Rinehart and Winston, New York 1965.
- Mediterranean Fascism, 1919–1945. Selected documents. Harper & Row, New York 1970.
- The Papacy and Totalitarianism between the Two World Wars. Wiley, New York 1974.
- The Future of History: Essays in the Vanderbilt University Centennial Symposium. Vanderbilt University Press, Nashville 1977.